# Ossonis hirsutipes
Ossonis hirsutipes là một loài bọ cánh cứng trong họ Cerambycidae.